# بایا (شهر)
بایا (به لاتین: Baia) یک منطقهٔ مسکونی در رومانی است که در شهرستان سوچاوا واقع شده‌است. بایا ۶٬۷۹۳ نفر جمعیت دارد.